# 1567 en santé et médecine
| Années de la santé et de la médecine : 1564 - 1565 - 1566 - 1567 - 1568 - 1569 - 1570    |
| Décennies de la santé et de la médecine : 1530 - 1540 - 1550 - 1560 - 1570 - 1580 - 1590 |

Cet article présente les faits marquants de l'année 1567 en santé et médecine.

## Fondation
- En Flandre, « création à Malines, par Marguerite de Parme, d'un hôpital militaire à l'usage des Espagnols », qui préfigure l'« Hôpital royal de l'armée » qu'Alexandre Farnèse fondera en 1585[1].

## Événements
- Treize ouvrages concernant l’alchimie et le paracelsisme paraissent la même année à Anvers, Paris, Strasbourg, Lyon, Cologne et Zurich, ce qui marque le début de ce qui a été appelé le « renouveau paracelsien[2] ».
- Andrea Bacci (1524-1600) obtient la chaire de lecture des simples de la faculté de médecine du Studium Urbis[3].

## Publications
- Guillaume Plançon rassemble et fait imprimer en un volume à Paris, chez André Wechel et sous le titre d'Universa medica, divers écrits de  Jean Fernel (c.1506-1558), sur la physiologie, la pathologie et la thérapeutique, ouvrage capital qui sera réédité plus de trente fois[4].
- Jacques Grévin (1538-1570) fait paraître à Anvers, chez Christophe Plantin, ses Deux livres des venins[5].

## Naissances
- 12 février : Thomas Campian (mort en 1620), médecin anglais, surtout connu comme compositeur[6].
- 28 mars : Thomas Fienus (mort en 1631), professeur de médecine à Louvain[7].
- Élie de Montalto (mort en 1616), médecin de Marie de Médicis[8].
- Vers 1567 : Guilhem Ader (mort en 1628), médecin, écrivain et poète gascon[9].

## Décès
- 2 novembre : Bartholomäus Carrichter (né vers 1510),  médecin et astrologue suisse[10].